# Paul Charruau
Pour les articles homonymes, voir Charruau.
Paul Charruau, né le 12 juillet 1993 à Paris, est un footballeur français qui évolue au poste de gardien de but.

## Biographie
Paul Charruau fait ses débuts au football à l'âge de sept ans au sein de l'Union sportive de Ville-d'Avray. En 2006, il rejoint l'AC Boulogne-Billancourt où il évolue pendant deux ans avant d'intégrer l'INF Clairefontaine en 2008. L'année suivante, il intègre le centre de formation du Valenciennes FC. Il dispute son premier match en équipe de France des moins de 18 ans le 10 mai 2011 face aux jeunes Suisses, les Suisses l'emportent sur le score de deux buts à un.
La saison suivante, il fait ses débuts avec l'équipe réserve du club et dispute 15 rencontres comme titulaire. En équipe de France des moins de 19 ans, il dispute, le 5 octobre 2011, une rencontre face à l'Angleterre, les deux équipes se séparent sur un match nul deux buts partout. Titulaire avec la réserve de Valenciennes FC en CFA lors de la saison 2012-2013, il signe, en mai, un contrat professionnel d'une durée de trois ans avec son club formateur. Il est ensuite sélectionné par Pierre Mankowski pour disputer la Coupe du monde des moins de 20 ans avec l'équipe de France des moins de 20 ans. Remplaçant d'Alphonse Areola durant toute la compétition, il remporte avec ses coéquipiers le trophée mondial le 13 juillet 2013 face à l'Uruguay.
Le 29 août 2014, il est titulaire pour la première fois avec le Valenciennes FC sur le terrain de l'AJ Auxerre. Il permet à son équipe de décrocher sa première victoire de la saison dans le championnat de Ligue 2. Titulaire en coupe, il remplace Bertrand Laquait blessé pendant onze journées. Valenciennes parvient à se sauver et finit seizième de Ligue 2.
Le 28 juillet 2016, Paul Charruau est annoncé au Sporting Club de Bastia. Il joue son premier match de Ligue 1 lors de douzième journée en entrant en jeu après l’exclusion de Jean-Louis Leca. Il est prêté au Paris Football Club pour la seconde partie de la saison. Le 29 juin 2017, le club corse annonce que Charruau a été libéré de son contrat.
Le 6 février 2018, il s'engage libre avec le Red Star.
Le 29 juin 2022, il signe à l'Amiens SC pour être la doublure de Régis Gurtner. Après trois matchs de Coupe de France sur la saison et un rôle de remplaçant sur tout le championnat de Ligue 2, il n'est pas conservé. 

## Statistiques
| Saison                | Club                  | Championnat           | Championnat | Championnat | Coupe nationale | Coupe nationale | Coupe de la Ligue | Coupe de la Ligue | Total | Total |
| Saison                | Club                  | Division              | M.          | B.          | M.              | B.              | M.                | B.                | M.    | B.    |
| 2014-2015             | Valenciennes FC       | Ligue 2               | 15          | 0           | 4               | 0               | -                 | -                 | 19    | 0     |
| 2015-2016             | Valenciennes FC       | Ligue 2               | 4           | 0           | 2               | 0               | 1                 | 0                 | 7     | 0     |
| 2016-2017             | SC Bastia             | Ligue 1               | 1           | 0           | -               | -               | -                 | -                 | 1     | 0     |
| 2016-2017             | Paris FC (prêt)       | National              | -           | -           | -               | -               | -                 | -                 | 0     | 0     |
| 2017-2018             | Red Star              | National 1            | -           | -           | -               | -               | -                 | -                 | 0     | 0     |
| Total sur la carrière | Total sur la carrière | Total sur la carrière | 20          | 0           | 6               | 0               | 1                 | 0                 | 27    | 0     |

## Palmarès

### En sélection
Avec l'équipe de France des moins de 20 ans, il remporte la Coupe du monde en 2013.